# Carlo Rolandi
Carlo Rolandi (Nápoles, 2 de julio de 1926-Nápoles, 7 de agosto de 2020) fue un deportista italiano que compitió en vela en la clase Star. Ganó dos medallas de oro en el Campeonato Europeo de Star, en los años 1959 y 1965.

## Palmarés internacional
| Campeonato Europeo | Campeonato Europeo | Campeonato Europeo | Campeonato Europeo |
| Año                | Lugar              | Medalla            | Clase              |
| ------------------ | ------------------ | ------------------ | ------------------ |
| 1959               | ND                 | Medalla de oro     | Star               |
| 1965               | ND                 | Medalla de oro     | Star               |